# Corey Goodman
Corey Scott Goodman (* 29. Juni 1951 in Chicago) ist ein amerikanischer Neurobiologe und Unternehmer. Er studierte Biologie an der Stanford University und erwarb seinen Doktortitel in Neurobiologie an der Universität Berkeley. 1980 wurde er Forschungsstipendiat der Alfred P. Sloan Foundation (Sloan Research Fellow).
Er ist als Professor an der University of California in San Francisco tätig und war zuvor Professor an der Universität Berkeley und der Stanford University. Daneben berät er eine Reihe von Biotechnologieunternehmen wie etwa iZumi Inc.
Goodman war Mitgründer des Biotechunternehmens Renovis und führte das Unternehmen von 2001 bis 2007, als die Fusion mit der in Hamburg ansässigen Evotec AG vollzogen wurde. Außerdem gehörte er zu den Gründern von Exelixis Inc.
Im Oktober 2007 wurde er Präsident des Biotherapeutics and Bioinnovation Center (BBC). Das Pharmaunternehmen Pfizer hatte das BBC, zu dem auch das Unternehmen Coley Pharmaceutical mit Standort u. a. in Düsseldorf gehört, ins Leben gerufen, um die Forschung an Biotherapeutika zu forcieren. Goodman beendete seine Tätigkeit für das BBC zum 31. Mai 2009. Im Anschluss übernahm er eine Führungsposition bei einem Unternehmen für Umwelttechnologie.
Goodman ist Mitglied der National Academy of Sciences (seit 1995), die die US-Regierung in wissenschaftlichen Fragen berät, der American Academy of Arts and Sciences (seit 1993) und der American Philosophical Society (seit 1999). Außerdem wurde er 1992 mit dem W. Alden Spencer Award, 1996 mit dem Neuronal Plasticity Prize und 1997 mit dem Gairdner Foundation International Award ausgezeichnet. 2001 erhielt er den March of Dimes Prize in Developmental Biology, 2020 den Gruber-Preis für Neurowissenschaften.